# Tony Award des meilleurs costumes pour une pièce
Le Tony Award de la meilleure conception de costumes pour une pièce de théâtre est une récompense annuelle décernée lors des Tony Awards pour la conception et réalisation de costumes pour des productions scéniques de théâtre jouées à Broadway. Le prix a été présenté pour la première fois en 1961 après que la catégorie de la meilleure conception de costumes ai été divisée en deux, distinguant les productions théâtrales des comédie musicale.

## Gagnants et nommés

### Années 1960
| Année                              | Designer             | Production |
| ---------------------------------- | -------------------- | ---------- |
| 1961 15e cérémonie des Tony Awards |                      |            |
| Motley Theatre Design Group        | Becket               |            |
| Theoni V. Aldredge                 | The Devil's Advocate |            |
| Raymond Sovey                      | All the Way Home     |            |
| 1962 – 1969                        | NC                   | NC         |

### Années 2000
| Année                              | Designer                        | Production |
| ---------------------------------- | ------------------------------- | ---------- |
| 2000 – 2004                        | NC                              | NC         |
| 2005 59e cérémonie des Tony Awards |                                 |            |
| Jess Goldstein                     | The Rivals                      |            |
| Jane Greenwood                     | Who's Afraid of Virginia Woolf? |            |
| William Ivey Long                  | A Streetcar Named Desire        |            |
| Constanza Romero                   | Gem of the Ocean                |            |
| 2006 60e cérémonie des Tony Awards |                                 |            |
| Catherine Zuber                    | Awake and Sing!                 |            |
| Michael Krass                      | The Constant Wife               |            |
| Santo Loquasto                     | A Touch of the Poet             |            |
| Catherine Zuber                    | Seascape                        |            |
| 2007 61e cérémonie des Tony Awards |                                 |            |
| Catherine Zuber                    | The Coast of Utopia             |            |
| Ti Green et Melly Still            | Coram Boy                       |            |
| Jane Greenwood                     | La Maison des cœurs brisés      |            |
| Santo Loquasto                     | Inherit the Wind                |            |
| 2008 62e cérémonie des Tony Awards |                                 |            |
| Katrina Lindsay                    | Les Liaisons Dangereuses        |            |
| Gregory Gale                       | Cyrano de Bergerac              |            |
| Rob Howell                         | Boeing Boeing                   |            |
| Peter McKintosh                    | The 39 Steps                    |            |
| 2009 63e cérémonie des Tony Awards |                                 |            |
| Anthony Ward                       | Mary Stuart                     |            |
| Dale Ferguson                      | Exit the King                   |            |
| Jane Greenwood                     | Waiting for Godot               |            |
| Martin Pakledinaz                  | Blithe Spirit                   |            |

### Années 2010
| Année                              | Designer                           | Production |
| ---------------------------------- | ---------------------------------- | ---------- |
| 2010 64e cérémonie des Tony Awards |                                    |            |
| Catherine Zuber                    | The Royal Family                   |            |
| Martin Pakledinaz                  | Lend Me a Tenor                    |            |
| Constanza Romero                   | Fences                             |            |
| David Zinn                         | In the Next Room                   |            |
| 2011 65e cérémonie des Tony Awards |                                    |            |
| Desmond Heeley                     | The Importance of Being Earnest    |            |
| Jess Goldstein                     | The Merchant of Venice             |            |
| Mark Thompson                      | La Bête                            |            |
| Catherine Zuber                    | Born Yesterday                     |            |
| 2012 66e cérémonie des Tony Awards |                                    |            |
| Paloma Young                       | Peter and the Starcatcher          |            |
| William Ivey Long                  | Don't Dress for Dinner             |            |
| Paul Tazewell                      | A Streetcar Named Desire           |            |
| Mark Thompson                      | One Man, Two Guvnors               |            |
| 2013 67e cérémonie des Tony Awards |                                    |            |
| Ann Roth                           | The Nance                          |            |
| Soutra Gilmour                     | Cyrano de Bergerac                 |            |
| Albert Wolsky                      | The Heiress                        |            |
| Catherine Zuber                    | Golden Boy                         |            |
| 2014 68e cérémonie des Tony Awards |                                    |            |
| Jenny Tiramani                     | Twelfth Night                      |            |
| Jane Greenwood                     | Act One                            |            |
| Michael Krass                      | Machinal                           |            |
| Rita Ryack                         | Casa Valentina                     |            |
| 2015 69e cérémonie des Tony Awards |                                    |            |
| Christopher Oram                   | Wolf Hall Parts One & Two          |            |
| Bob Crowley                        | The Audience                       |            |
| Jane Greenwood                     | You Can't Take It with You         |            |
| David Zinn                         | Airline Highway                    |            |
| 2016 70e cérémonie des Tony Awards |                                    |            |
| Clint Ramos                        | Eclipsed                           |            |
| Jane Greenwood                     | Long Day's Journey into Night      |            |
| Michael Krass                      | Noises Off                         |            |
| Tom Scutt                          | King Charles III                   |            |
| 2017 71e cérémonie des Tony Awards |                                    |            |
| Jane Greenwood                     | The Little Foxes                   |            |
| Susan Hilferty                     | Present Laughter                   |            |
| Toni-Leslie James                  | Jitney                             |            |
| David Zinn                         | A Doll's House, Part 2             |            |
| 2018 72e cérémonie des Tony Awards |                                    |            |
| Katrina Lindsay                    | Harry Potter and the Cursed Child  |            |
| Jonathan Fensom                    | Farinelli and the King             |            |
| Nicky Gillibrand                   | Angels in America                  |            |
| Ann Roth                           | Three Tall Women                   |            |
| Ann Roth                           | The Iceman Cometh                  |            |
| 2019 73e cérémonie des Tony Awards |                                    |            |
| Rob Howell                         | The Ferryman                       |            |
| Toni-Leslie James                  | Bernhardt/Hamlet                   |            |
| Clint Ramos                        | Torch Song                         |            |
| Ann Roth                           | To Kill a Mockingbird              |            |
| Ann Roth                           | Gary: A Sequel to Titus Andronicus |            |

### Années 2020
| Année                                    | Designer                                                                 | Production |
| ---------------------------------------- | ------------------------------------------------------------------------ | ---------- |
| 2020 74e cérémonie des Tony Awards       |                                                                          |            |
| Rob Howell                               | A Christmas Carol                                                        |            |
| Dede Ayite                               | Slave Play                                                               |            |
| Dede Ayite                               | A Soldier's Play                                                         |            |
| Bob Crowley                              | The Inheritance                                                          |            |
| Clint Ramos                              | The Rose Tattoo                                                          |            |
| 2022 75e cérémonie des Tony Awards       |                                                                          |            |
| Montana Levi Blanco                      | The Skin of Our Teeth                                                    |            |
| Sarafina Bush                            | For Colored Girls Who Have Considered Suicide / When the Rainbow Is Enuf |            |
| Emilio Sosa                              | Trouble in Mind                                                          |            |
| Jane Greenwood                           | Plaza Suite                                                              |            |
| Jennifer Moeller                         | Clyde's                                                                  |            |
| 2023 76e cérémonie des Tony Awards       |                                                                          |            |
| Brigitte Reiffenstuel                    | Leopoldstadt                                                             |            |
| Nick Barnes, Finn Caldwell et Tim Hatley | Life of Pi                                                               |            |
| Dominique Fawn Hill                      | Fat Ham                                                                  |            |
| Emilio Sosa                              | Ain't No Mo'                                                             |            |
| Emilio Sosa                              | Good Night, Oscar                                                        |            |
| 2024 77e cérémonie des Tony Awards       |                                                                          |            |
| Dede Ayite                               | Jaja's African Hair Braiding                                             |            |
| Dede Ayite                               | Appropriate                                                              |            |
| Enver Chakartash                         | Stereophonic                                                             |            |
| Emilio Sosa                              | Purlie Victorious                                                        |            |
| David Zinn                               | An Enemy of the People                                                   |            |
| 2025 78e cérémonie des Tony Awards       |                                                                          |            |
| Marg Horwell                             | The Picture of Dorian Gray                                               |            |
| Brenda Abbandandolo                      | Good Night, and Good Luck                                                |            |
| Rob Howell                               | The Hills of California                                                  |            |
| Holly Pierson                            | Oh, Mary!                                                                |            |
| Brigitte Reiffenstuel                    | Stranger Things: The First Shadow                                        |            |